# Fernando Giancotti
Fernando Giancotti (Roma, 5 giugno 1957) è un generale italiano, presidente del Centro alti studi per la difesa (CASD) dal 12 giugno 2019 al 25 giugno 2021.

## Biografia
Fernando Giancotti è entrato in Accademia Aeronautica a Pozzuoli nel 1976 con il Corso “Sparviero III” ed è cessato dal servizio permanente il 30 giugno 2021. È oggi nella posizione di Riserva. Ha effettuato oltre 3000 ore di volo principalmente su velivoli F-104S/ASA e Tornado.
Inviato negli Stati Uniti per l'addestramento al volo e al combattimento prosegue nell'ambito del XII Gruppo Caccia del 36º Stormo di Gioia del Colle, dove ha operato come pilota e istruttore operativo sul velivolo “Starfighter F-104S/ASA” dal 1982 al 1994, svolgendo gli incarichi di Ufficiale Sicurezza Volo, Capo Nucleo Addestramento, Comandante di Squadriglia, Capo Sezione “Operazioni” ed infine Comandante di Gruppo.
La prima parentesi operativa si è conclusa con l'assegnazione allo Stato Maggiore 1º Reparto “Ordinamento e Personale” di Roma dove si è occupato di politiche del personale. Successivamente, è rientrato al 36º Stormo di Gioia del Colle come comandante di stormo, dotato di velivolo “Tornado” sia da attacco al suolo che da difesa aerea.
Dopo il Comando, viene assegnato allo Stato Maggiore Aeronautica in qualità di Capo Ufficio “Operazioni, Addestramento ed Esercitazioni” e successivamente di Capo Ufficio “Politica Militare, Dottrina e Pianificazione Generale”. In seguito ha svolto l'incarico di Capo del 1º Reparto “Ordinamento e Personale” dello Stato Maggiore Aeronautica dal 2006 al 2010.
Dal 2010 al 2013 ha ricoperto la carica di Addetto per la Difesa, la Marina, e l'Aeronautica presso l'ambasciata d'Italia a Berlino.
Ha assunto il Comando dell'Accademia Aeronautica di Pozzuoli nel periodo che va dal 2013 al 2015, per ricoprire poi l'incarico di Sottocapo di Stato Maggiore Aeronautica militare dal dicembre 2015 al luglio 2016.
Viene promosso generale di squadra aerea in data 1º gennaio 2014.
Dal luglio 2016 al settembre 2017 è stato nominato Comandante delle Scuole Aeronautica militare /3ª Regione Aerea di Bari.
Dall'ottobre del 2017 al giugno del 2019 ha rivestito l'incarico di Comandante della Squadra Aerea.
Ricopre, inoltre i seguenti ulteriori incarichi particolari:
- Membri del Collegio dei docenti del XXXVII Ciclo di Dottorato di Ricerca in "Scienze dell'Innovazione per la Difesa e la Sicurezza della Scuola Superiore a ordinamento speciale  - CASD
- Presidente dell'Advisory Board del Master di 2º livello in "Leadership and Digital Transformation" dell'Università degli Studi di Salerno
- Project Work Supervisor sulla Digital Tranformation del  Master di 2º livello in "Leadership and Digital Transformation" dell'Università degli Studi di Salerno
- Membro del Comitato Strategico "Global Governance" dell'Università degli Studi di Roma Tor Vergata
- Membro effettivo del Comitato Scientifico della "Digital Cultural Heritage, Arts and Humanities School"
- Membro del Comitato Scientifico della Collana di Studi di Diritto Internazionale Umanitario e dei Conflitti Armati
- Membro dell'Osservatorio Permanente sui Temi Internazionali dell'EURISPES
- Membro dell'Osservatorio Permanente sulla Sicurezza dell'EURISPES
- Membro del Comitato di indirizzo del Master in "Intelligence ed ICT" del Dipartimento di Scienze Matematiche, Informatiche e Fisiche (DMIF) dell'Università di Udine.
- Membro onorario dell'associazione "Global Professionals for Artificial Intelligence"

Giancotti insegna "Leadership and Group Interaction", presso il corso di Global Governance, Università degli Studi di Roma Tor Vergata, "Innovative Thinking Development" presso il XXXVII corso di dottorato CASD, e "Leadership and Change" presso corsi per Master Degree nazionali e internazionali in diverse scuole e università. Egli è inoltre consulente circa leadership strategica, gestione del cambiamento e trasformazione digitale in diversi progetti di organizzazioni pubbliche e private.

### Percorso formativo
- Laurea in Scienze Militari presso l'Università “Federico II” di Napoli.
- Laurea in Scienze Diplomatiche e Internazionali presso l'Università di Trieste.
- Corso Sicurezza Volo (1984).
- Corsi da Capitano e da Tenente Colonnello presso la Scuola di Guerra Aerea a Firenze (1986/'87 e 1993/'94).
- Il Flight Safety Course alla University of Southern California (1989).
- Master Degree in Strategic Studies presso la Air University, Maxwell Air Force Base, AL (1999).
- Master Degree presso l'Industrial College of the Armed Forces, National Defense University, Washington (2006).

In quest'ultimo Master, il generale Giancotti risulta primo su 307 frequentatori provenienti da tutte le organizzazioni del comparto sicurezza e difesa USA e da 20 paesi del mondo, unico a conseguire il massimo dei voti in tutti e 14 corsi di studio.
La sua ricerca sulle forze della riserva ha vinto il premio "United States Army Association Award for Research Excellence" mentre la sua altra ricerca, in collaborazione con un ufficiale israeliano, ha vinto il primo premio dell'Università denominato "NDU President Strategic Vision Award".

## Opere
- P. Adinolfi, F. Giancotti, G. Piscopo, Training for Change: Models and Experiences, Roma, Aracne Editrice, 2019
- Fernando Giancotti, Y. Shaharabani, Leadership agile nella complessità. Organizzazioni, stormi da combattimento, Milano, Guerini e associati, 2008
- Fernando Giancotti, Oltre Le Nubi, Roma, Edizione Rivista Aeronautica, 2000